# 1729年大彗星
1729年大彗星，也就是所知的C/1729 P1，是在1729年發現的一顆無周期彗星，絕對星等-3等，是曾經被觀測的彗星中絕對星等最亮的。它也因此被認為是人類觀測過最巨大的彗星 。

## 發現史
數學教授尼古拉斯·薩拉巴特（Nicolas Sarrabat）神父於1729年8月1日清晨在小馬座發現該彗星。在發現時，這顆彗星距離地球距離為3.1天文單位（460,000,000 公里；290,000,000 英里），太陽距角為155度。
尼古拉斯·薩拉巴特用肉眼觀察到一個類似微弱星雲的天體：起初他不確定它是彗星還是銀河系的一部分。 直到8月9日，月光一直干擾薩拉巴特的觀測，但嘗試在不借助任何測量儀器的情況下探測其運動後，他確信自己發現了一顆新彗星。
發現彗星的消息被傳遞給巴黎的雅克·卡西尼。他能夠確認彗星的位置，儘管他對自近一個月前第一次觀測以來彗星的移動幅度之小感到非常驚訝。科學家繼續觀測彗星直到1730年1月18日，此時彗星位於狐狸座。 對於彗星的觀測來說，這是一個非常長的時期，儘管它的視星等從未超過3-4 等，相當於仙女座星系的亮度。

## 外部連結
（页面存档备份，存于）
- Orbital simulation （页面存档备份，存于） from JPL (Java) / Horizons Ephemeris （页面存档备份，存于）
- C/1729 P1 (Sarabat) at CometBase database by Neil Norman （页面存档备份，存于）